# Torre Hercón
La Torre Hercón, conocida popularmente como Torre Costa Rica, es un rascacielos situado en La Coruña, España. Con sus 119 metros de altura, es el edificio más alto de Galicia, y el 23.º de España.
Construida con estructura de hormigón entre 1973 y 1975 (el 31 de octubre de 1974 su construcción alcanzó la cota máxima), fue diseñada por el arquitecto coruñés José Antonio Franco Taboada, y le quitó el puesto de edificio más alto de Galicia a la coruñesa Torre Galicia, de 80 metros de altura. Tras su construcción, fue el tercer edificio más alto de España, por detrás de la Torre de Madrid, y de la torre de la Universidad Laboral de Gijón. 
Destinada a un uso mixto (tanto de oficinas como de viviendas), está situada en la calle Costa Rica (nombre de la cual se usó para la torre), en pleno centro de La Coruña. Forma parte de un grupo de edificios promovido por la Cooperativa de la Hermandad de Alféreces Provisionales que albergan 372 viviendas, de las cuales 90 pertenecen a la torre.
En ésta, las cinco primeras plantas se dedican a oficinas, existe una planta de instalaciones (planta (J)ardín), las 24 siguientes a viviendas y la última es mixta: la letra B es una vivienda (que forma un dúplex con el 24ºB) y la A y C son de medios de comunicación (a principios de la década de 1980 fue ocupada por Radio 80, mientras que actualmente está ocupada por la delegación en La Coruña de la Radio Galega y la Televisión de Galicia). En principio la planta 25 estaba destinada a Restaurante (planta R).
En el año 2012 se rehabilitó el edificio con el refuerzo de la estructura y cornisa mediante la impermeabilización y protección de la fachada. También, se reemplazaron los ascensores, siendo los nuevos sensiblemente más rápidos (3 de la marca OTIS y otro Schindler).
En abril de 2013 se produjo un incendio en el piso 14 de la torre, sin consecuencias graves.